# Bernd Kruse
Bernd Kruse (1940-2018) fue un deportista alemán que compitió para la RFA en remo.
Ganó una medalla de oro en el Campeonato Mundial de Remo de 1962 y dos medallas de oro en el Campeonato Europeo de Remo, en los años 1959 y 1963.

## Palmarés internacional
| Campeonato Mundial | Campeonato Mundial     | Campeonato Mundial | Campeonato Mundial |
| Año                | Lugar                  | Medalla            | Prueba             |
| ------------------ | ---------------------- | ------------------ | ------------------ |
| 1962               | Lucerna (Suiza)        | Medalla de oro     | Ocho con timonel   |
| Campeonato Europeo |                        |                    |                    |
| Año                | Lugar                  | Medalla            | Prueba             |
| 1959               | Mâcon (Francia)        | Medalla de oro     | Dos sin timonel    |
| 1963               | Copenhague (Dinamarca) | Medalla de oro     | Ocho con timonel   |